# Absolute Boy
Absolute Boy (яп. 絶対少年 Дзэттай Сё:нэн) — 26-серийный японский аниме-сериал, выпущенный Ajia-do Animation Works и Bandai Visual и впервые показанный на NHK с 21 мая по 19 ноября 2005 года. Его режиссёром стал Томоми Мотидзуки, автором сценария — Кадзунори Ито, дизайном персонажей занимался Сунахо Тобэ, также иллюстрировавший адаптацию аниме в виде лайт-новел, выпускавшуюся в Dengeki Bunko с 10 августа по 10 декабря 2005 года. Впоследствии аниме было показано по японской анимационной спутниковой телесети Animax.

## Сюжет
История сосредоточена на двух главных героях в двух разных сюжетных арках. Действие первой происходит в городке Тана, куда на летних каникулах приехал Аюму Аидзава, чтобы навестить отца; действие второй — в Йокогаме, спустя полтора года после событий первой арки, и главной героиней становится Киса Танигава.
Два главных героя в различных местах встречаются с таинственными явлениями, именуемыми «материальными феями». Пока они пытаются справиться с этими паранормальными объектами, вокруг них не прекращает идти жизнь, и их друзьям всё так же приходится справляться с приятными и неприятными событиями.

### Летняя арка
В первых двенадцати сериях аниме рассказывается о повседневной жизни Аюму Аидзавы, приехавшего навестить отца-ветеринара в маленький городок. Аюму бесцельно катался на велосипеде по городу, но встреча с девочкой по имени Мику заставила его начать поиски давно потерянного друга, Ваккуна. Встретившись с ним, Аюму обнаруживает, что тот совсем не изменился с тех пор, как играл с Аюму в далёком детстве. А ещё Ваккун носит одежду, очень похожую на ту, которую Аюму носил, будучи маленьким ребёнком. Ваккун знакомит Аюму с двумя своими друзьями, Досиру и Сиссином, мистическими летающими созданиями, чем-то средним между механическими объектами и сферами жёлтого света.
Большинство людей в городе не видят эти объекты, однако их отражения видны в глазах людей и животных. Местная журналистка, Акира Сукавара, увлечённая рассказами людей о каппах и прочих таинственных явлениях в этом городе, решает расследовать это дело. Она следит за животными, особенно за кошкой, сражение которой с каппой видел один из местных мальчишек, стараясь зафиксировать жёлтые огоньки, и пытается добиться от Аюму какой-нибудь информации. Аюму же не может вспомнить лето, в которое он был в Тане в детстве, и с помощью Мику и других жителей Таны пытается понять, что случилось, когда он был маленьким, и в чём состоит таинственная связь между ним, Ваккуном, Досиру и Сиссином.

### Зимняя арка
Действие происходит через полтора года после событий первой арки. Главная героиня зимней арки — Киса Танигава, замкнутая в себе ученица старших классов, постоянно прогуливающая школу. Однажды, бесцельно бродя по городу, она сталкивается с таинственным механическим объектом. Назвав его Бун-тяном (из-за звука, который он издаёт), она приносит его домой и обращается с ним, как с домашним животным. Когда Киса пытается сделать металлическую рыбу, Бун-тян помогает ей приклеить плавник. Тем временем в городе появляется Акира Сукавара, приехавшая в Йокогаму, чтобы доказать, что таинственные объекты, которые появились в Тане полтора года назад, действительно существуют. После наблюдения за встречей Кисы и Аюму она называет Бун-тяна не «материальной феей», а «материальным вредителем», так как он внешне отличается от «материальных фей» из Таны. По всей видимости, «материальные феи» и «материальные вредители» враждуют между собой. Встретившись с Бун-тяном, Доширу и Сиссин начинают его преследовать, а догнав, разрушают. «Смерть» Бун-тяна очень сильно огорчает Кису. Однако через некоторое время металлическая рыба, которую она сделала, начинает светиться. Однажды ночью она превращается в «материальную фею». Киса решает назвать её По-тян.
Благодаря тому, что люди рассылают друг другу фотографию «материального вредителя», на мобильные телефоны, и распространяют слухи, что голубые огоньки приносят удачу, всё больше жителей города узнаёт о происходящем. На стенах появляются рисунки, призывающие людей верить себе. В конце концов, над городом появляется огромная спираль, внешне напоминающая «материальных вредителей», так как она тоже сделана из металла. Из-за этого полиция эвакуирует часть города, но Киса, миновав заграждения, направляется в закрытую часть Йокогамы, над которой нависает таинственная спираль. Там она встречает Аюму, и им удаётся понять сущность происходящего.

## Персонажи

### Летняя арка
Аюму Аидзава (яп. 逢沢 歩 Аидзава Аюму)
Сэйю: Тосиюки Тоёнага
Мики Мияма (яп. 深山 美紀 Мияма Мики)
Сэйю: Канако Мицухаси
Мику Мияма (яп. 深山 美玖 Мияма Мику)
Сэйю: Тива Сайто
Рюсукэ Сакакура (яп. 阪倉 亮介 Сакакура Рю:сукэ)
Сэйю: Ясуо Сайто
Сионэ Унно (яп. 海野 潮音 Унно Сионэ)
Сэйю: Ай Симидзу
Такума Кабураки (яп. 鏑木 拓馬 Кабураки Такума)
Сэйю: Ясуюки Касэ
Ваккун (яп. わっくん Ваккун)
Сэйю: Дзюнко Такэути
Хэйгоро Судзуки (яп. 鈴木 平五郎 Судзуки Хэйгоро:)
Сэйю: Кацухиса Хоки
Асако Тодо (яп. 藤堂 麻子 То:до: Асако)
Сэйю: Риса Мидзуно
Акира Сукавара (яп. 須河原 晶 Сукавара Акира)
Сэйю: Мива Мацумото
Мика Мияма (яп. 深山 美佳 Мияма Мика)
Сэйю: Масами Судзуки
Акиюки Кисиро (яп. 稀代 秋之 Кисиро Акиюки)
Сэйю: Кэндзи Хамада
Дзюнко Аидзава (яп. 逢沢 淳子 Аидзава Дзюнко)
Сэйю: Каори Ямагата
Сиро Домару (яп. 堂丸 史郎 До:мару Сиро:)
Сэйю: Тадахиса Сайдзэн
Окака Баба (яп. オカカ 婆 Окака Баба)
Сэйю: Ясуо Сайто
Таруто (яп. タルト Таруто)
Сэйю: Ай Симидзу
Року (яп. ロク Року)
Сэйю: Кацухиса Хоки

### Зимняя арка
Аюму Аидзава (яп. 逢沢 歩 Аидзава Аюму)
Сэйю: Тосиюки Тоёнага
Киса Танигава (яп. 谷川 希紗 Танигава Киса)
Сэйю: Акико Кобаяси
Риэко Ямато (яп. 大和 理絵子 Ямато Риэко)
Сэйю: Томоко Садохара
Масаки Макабэ (яп. 真壁 正樹 Макабэ Масаки)
Сэйю: Юки Каида
Сигэки Кобаякава (яп. 小早川 成基 Кобаякава Сигэки)
Сэйю: Такахиро Сакураи
Дзиро Хатори (яп. 羽鳥 次郎 Хатори Дзиро:)
Сэйю: Ходзуми Года
Мика Мияма (яп. 深山 美佳 Мияма Мика)
Сэйю: Масами Судзуки
Акира Сукавара (яп. 須河原 晶 Сукавара Акира)
Сэйю: Мива Мацумото
Хана Токимия (яп. 土岐宮 はな Токимия Хана)
Сэйю: Миса Ватанабэ
Окака Баба (яп. オカカ婆 Окака Баба)

## Музыкальное сопровождение

### Открывающая тема
- Hikari no Silhouette (яп. 光のシルエット Хикари но сируэтто)

Исполнитель — CooRie, слова и музыка: rino, аранжировка: Масая Судзуки.

### Закрывающая тема
- Shōnen Humming (яп. 少年ハミング Сё:нэн хамингу)

Исполнительница — Масуми Ито, слова: Аки Хата, музыка и аранжировка: Масуми Ито.